# Relaciones Palestina-Uruguay
Las relaciones Palestina-Uruguay son las relaciones exteriores entre Palestina y Uruguay. Palestina tiene una embajada en Montevideo. Uruguay tiene una embajada en Ramallah.
Uruguay reconoció el Estado de Palestina en 2011, sin reconocer específicamente las fronteras. En el periodo 2020-2024, la titularidad de la embajada palestina en Uruguay le corresponde a Nadia Rasheed.
Hay una pequeña población palestina en Uruguay, enumerados en algunos cientos.
En 2020, se fundó en Montevideo el Club Palestino del Uruguay, siendo esta la primera institución deportiva en homenaje al pueblo Palestino que se crea en el país.